# NGC 1018
NGC 1018 ist eine linsenförmige Galaxie vom Hubble-Typ SB0-a im Sternbild Walfisch südlich des Himmelsäquators. Sie ist schätzungsweise 590 Millionen Lichtjahre von der Milchstraße entfernt und hat einen Durchmesser von etwa 175.000 Lj. 

Im selben Himmelsareal befindet sich u. a. die Galaxie NGC 988.
Das Objekt wurde im Jahr 1886 vom US-amerikanischen Astronomen Frank Muller entdeckt.